# Warren A. Cowdery
Warren A. Cowdery (17 out 1788 – 23 fev 1851) foi um dos primeiros líderes da Igreja dos Santos dos Últimos Dias e editor do periódico SUD "Messenger and Advocate", nos primórdios da última dispensação. Ele era o irmão mais velho de Oliver Cowdery, que juntamente com Joseph Smith Jr. foram os primeiros pioneiros da igreja.